# Docteur Destroy
 (mai 2020).
Si vous disposez d'ouvrages ou d'articles de référence ou si vous connaissez des sites web de qualité traitant du thème abordé ici, merci de compléter l'article en donnant les références utiles à sa vérifiabilité et en les liant à la section « Notes et références ».
Docteur Destroy est un groupe de ska-punk français né de la rencontre entre Pierrot Sapu et Gilles dans les années 1980-1990. Le nom du groupe vient du fait que Gilles est surnommé « Docteur Destroy ».
Le groupe enregistrera deux albums (Santé ! en 1989 et Vive La Vie ! en 1995), ainsi que des chansons uniquement présentes sur des compilations.
Dans l'album Vive La Vie !, la chanson Kim rend hommage à Kim, premier guitariste des BB Doc.
Docteur Destroy aura joué avec différents groupes comme les Garçons Bouchers, BBDoc, La Souris Déglinguée, Marcel et son Orchestre, Mano Négra, Billy the Kid (Mangez-moi, Mangez-moi).

## Membres
- Pierrot Sapu : chanteur
- Docteur Destroy : guitare
- J-B : basse (il sera ensuite remplacé pas Stéphane)
- Stéphane : basse
- Yann : saxophone
- Vidoc : trompette
- Laurent : batterie

## L'après Docteur Destroy
Bien qu'ils n'excluent pas une éventuelle reformation du groupe, les membres ont continué, chacun de leur côté, leur carrière musicale après la séparation du groupe :
- Pierrot Sapu : a continué de tourner et d'enregistrer avec ses deux autres groupes, les BB Doc et les Garçons Bouchers, et a sorti un album solo avant de se retirer en Provence pour faire de l'Humanitaire avec le Secours catholique.

Pierrot est depuis quelques années le chanteur du groupe de rock les Sans Voix à Toulon et tourne dans toute la France.
- Docteur destroy : est actuellement le bassiste de 5 FM à  Paris (groupe de reprises rock, punk, hard rock) et se produit dans différents bars cafés de Paris comme le QG Oberkampf, Le Petit Pressour. Il aura également joué avec le groupe de reprises de Fontainebleau FOBY.
- Stéph : est maintenant guitariste d'un groupe manouche.
- Yann est artiste peintre et expose un peu partout en France.

Site du groupe :Docteur destroy